# الطاقة في الأردن

موقع المملكة الأردنية الهاشمية.

تندر مصادر الطاقة في الأردن حيث يستورد الأردن أكثر من 96% من حاجته للطاقة. لقد ارتفعت قيمة استيراد الطاقة بنسبة 171% من 1.8 مليار دينار في سنة 2009 إلى حوالي 3.9 مليار في سنة 2013 وكان السبب الرئيسي وراء ذلك هو الانخفاض الكبير في حجم استيراد الغاز الطبيعي من مصر والذي نتج عن إنقطاعات مستمرة للغاز المصري. منذ سنة 2009 بدأ الأردن باستيراد كميات أكبر من مادة الديزل وغيرها من المنتجات النفطية عالية الكلفة لتزويد احتياجات محطات توليد الكهرباء. وقد تزايدت قيمة مستوردات مادة الديزل ستة اضعاف بين 2009 و 2013.
يتجلي أثر وضع قطاع الطاقة الرئيسي على اقتصاد المحلي في الأردن، في أثره على الموازنة العامة والمالية العامة. وعلى وجه الخصوص، يتوقع أن يصل حجم خسائر شركة الكهرباء الوطنية المتراكمة إلى 4.7 مليار دينار في نهاية عام 2014، ويعزي هذا إلى ازدياد استخدام وقود الديزل في عملية التوليد الكهربائي.

## النفط
رغم أن احتياطيات البترول الخام في الأردن غير تجارية، إلا أن الأردن يعتبر أحد أغنى دول العالم بمخزونات الصخر الزيتي. تهدف إستراتيجية قطاع الطاقة في الأردن إلى إدخال الصخر الزيتي، كأحد البدائل لمصادر الطاقة الأولية، ليساهم بما نسبته 11% في خليط الطاقة الكلي في العام 2015، و14 % في العام 2020؛ إذ يزيد حجم الاحتياطي المثبت للصخر الزيتي السطحي في الأردن على 40 مليار طن، تحوي أكثر من 4 بلايين طن نفط، أو ما يعادل 28 مليار برميل. 
وبدراسة أخرى  يقدر مخزون الأردن من مكثفات الصخر الزيتي بما يعادل 69 مليار برميل حسب دراسة وكالة الطاقة الأمريكية.

### الصخر الزيتي
توجد كميات ضخمة جدا يمكن استغلالها تجاريا في المنطقتين الوسطي والشمالية الغربية من البلاد. وحسب تقديرات مجلس الطاقة العالمي فان احتياطيات الأردن من مخزونات الصخر الزيتي تصل إلى ما يقارب 40 مليار طن مما يضعها كثاني أغنى دولة باحتياطيات الزيت الصخري بعد كندا، (النسبة التقديرية)، والأولى على مستوى العالم بالاكتشافات المؤكدة. بنسبة استخراج بترول تصل ما بين 8٪ - 12٪ من المحتوى، يمكن إنتاج 4 مليارات طن بترول من الاحتياطي الحالي، مما يضع نوعية الزيت الأردني، من ناحية الاستخراج، علي قدم المساواة مع مثيلاتها الغربية في كولورادو في الولايات المتحدة، يقدر أن هذه الكمية قد ترتفع إلى 20 مليار طن. الزيت الصخري الأردني يشكل عام جيد جدا، إذ أن محتوى الرطوبة والرماد داخله منخفض نسبيا. وإجمالي القيمة الحرارية (7.5 ميغاجول / كلغ)، وله محتوي كبريتي يصل إلى 9٪ من وزن المحتوي العضوي. الاحتياطيات التي يمكن استغلالها سهل الوصل لها، إذ أن معظمها في مناجم مكشوفه سطحية.

## الغاز الطبيعي
تم اكتشاف الغاز في الأردن في عام 1987، ويقدر حجم الاحتياطي المكتشف بما يقارب 230 مليار قدم مكعب، وهي كميات متواضعة جدا بالمقارنة مع جيرانها. تم تطوير حقل الريشة في الصحراء الشرقية بجانب الحدود العراقية، والحقل ينتج ما يقارب 30 مليون قدم مكعب من الغاز يوميا، ليتم ارسالها إلى محطة كهرباء قريبة لإنتاج ما يقارب 10% من حاجة المملكة الأردنية الهاشمية الكهربائية. ومن المعروف ان كل 6000 قدم3 من غاز الريشة يعادل برميلا نفطيا واحدا أي ان قدرة الحقل تعادل 5000 برميل نفط مكافئ يوميا. 
والمتوقع أن يرتفع إنتاج الحقل خلال السنوات الثلاث الأولى، إلى أكثر من 50 مليون قدم مكعب. حيث تدخل شركة بريتيش بتروليوم في اتفاقية مع الحكومة الأردنية على مرحلتين، الأولى لاستكشاف الحقل وتقييمه، تمتد بين 3 إلى 4 سنوات، تنفق في الحد الأدنى مبلغ 237 مليون دولار، وفي حال استكشاف الغاز بالكميات المتوخاة، ستدخل الشركة بتطوير الحقل، وعندها سيكون الإنفاق بحدود 8 -10 بلايين دولار، لإنتاج بين 330 مليون قدم مكعب يوميا، إلى حوالي ألف مليون قدم مكعب يوميا، وهذه الكمية الكبيرة، ستكون كافية لسد احتياجات الأردن وإمكانية التصدير.

### استيراد الغاز
اتفاقية الغاز الأردنية-الإسرائيلية 2014 هي اتفاقية قيد التفاوض بين الحكومة الأردنية والإسرائيلية لتوريد الغاز الطبيعي من حقل لفايثان إلى الأردن، لتوريد 45 مليار متر مكعب من الغاز الطبيعي على مدار 15 سنة مقابل ما مجموعه 45 مليار متر مكعب من الغاز، بما يصل قيمته إلى 15 مليار دولار.

### الغاز المسال
في 21 يناير 2015، وقعت شركة الكهرباء الوطنية الأردنية وشركة شل العالمية في عمان اتفاقاً تزود بموجبه الأردن بالغاز المسال بقيمة 500 مليون دولار سنوياً لخمس سنوات. ووقعت الشركتان اتفاق بيع وشراء 150 مليون قدم مكعب من الغاز الطبيعي المسال يومياً، بكلفة اجمالية سنوية تقدر بحوالي 500 مليون دولار. بموجب الاتفاق ستزود شل شركة الكهرباء الوطنية بالغاز الطبيعي المسال اعتباراً من أغسطس 2015. الكمية التي سيتم استيرادها من شركة شل بموجب الاتفاق تقارب 15% من احتياجات الأردن من الطاقة وتشكل حوالى 25% من احتياجات شركة الكهرباء الوطنية.

## الطاقة الحرارية الجوفية
تعتبر الطاقة الحرارية الجوفية مصدرا مهما للطاقة البديلة التي كانت معروفة منذ آلاف السنين. توجد الطاقة الحرارية الجوفية في أغلب مناطق الأردن من الجنوب الغربي وحتى الشمال الشرقي، ولقد زادت أهميتها بعد أن تم حفر مجموعة آبار المياه العميقة لغايات التنقيب عن البترول في المناطق الوسطى والشرقية والشمالية الشرقية حيث تبين ان أكثر من 100 بئر تتراوح حرارتها بين 22- 62 درجة مئوية وتتراوح اعماق الابار بين 250م - 1300م ولقد تقدمت مؤخرا شركة (تكنوتريد) لطلب الحصول على رخص حفر آبار عميقة 1000-3000 متر لدراسة واستثمار الطاقة الحرارية لبعض الأحواض المائية العميقة خاصة ذات درجات الحرارة العالية لتوليد الطاقة الكهربائية واي منافع أخرى عامة شريطة عدم الاضرار بواقع وطبيعة الحوض المائي العميق. 
ومن الجدير بالذكر ان هذا الاستثمار لن يؤثر على طبيعة هذه الأحواض ولا إمكانياتها المائية كونه لن يستخرج الماء منها وهذه العمليات ستقدم خدمة علمية جليلة وتوفير مبالغ مالية طائلة على وزارة المياه التي تركز في البحث عن مصادر مائية مستقبلية جديدة إذ لا مناص من اللجوء إلى الأحواض المائية العميقة لتأمين مصادر مياه جديدة لكون الأردن يعتبر من افقر اربع دول في العالم في مصادر المياه.

## الطاقة الشمسية

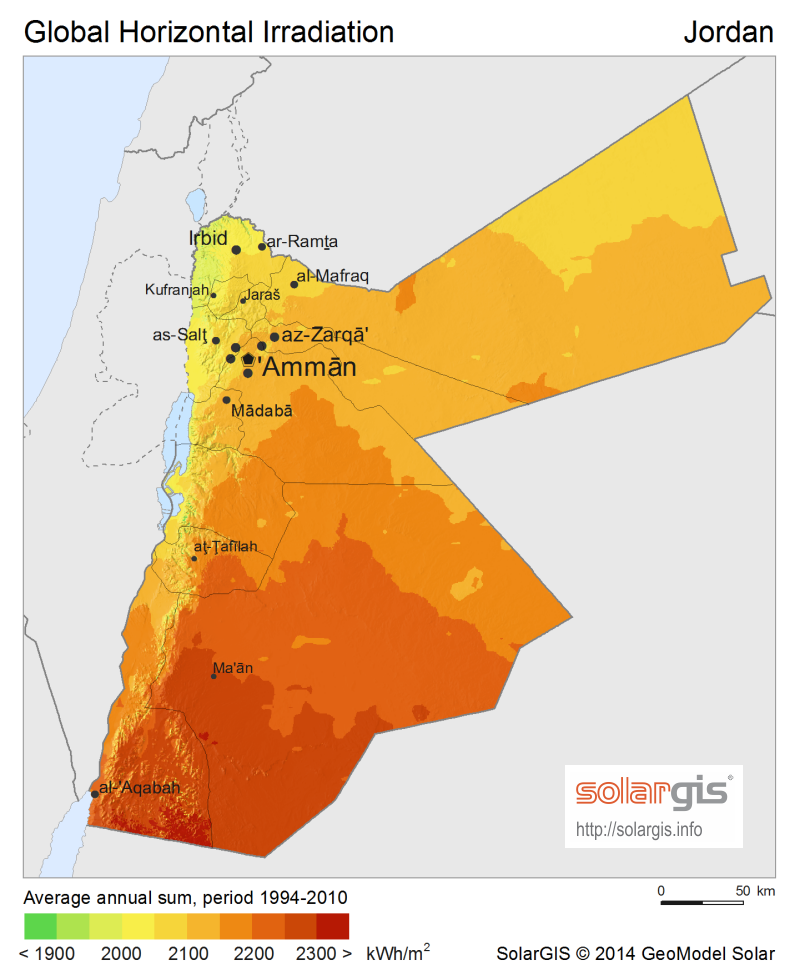
إمكانات الطاقة الشمسية في الأردن.

يقع الأردن ضمن الحزام الشمسي حيث يتراوح متوسط الإشعاع الشمسي بين 5 و7 كيلو واط في الساعة لكل متر مربع. يستخدم التوليد اللامركزي من الأنظمة الكهروضوئية في القرى الريفية والنائية حاليًا للإضاءة وضخ المياه والخدمات الإجتماعية الأخرى التي تصل إلى 1000 كيلو واط من السعة القصوى. بالإضافة إلى ذلك، تم تجهيز حوالي 15٪ من جميع المنازل بأنظمة تسخين المياه بالطاقة الشمسية. في مايو 2012، تم تدشين نظام كهرباء بالطاقة الشمسية بقدرة 280 كيلو واط ليتم استخدامه في مدينة الحسن العلمية. ووفقًا لخطة الحكومة للطاقة، من المتوقع أن يتم تجهيز 30 بالمائة من جميع المنازل بنظام تسخين المياه بالطاقة الشمسية بحلول عام 2020. تأمل الحكومة في إنشاء أول مشروع تجريبي للطاقة الشمسية المركزة (CSP) على المدى القريب، وتدرس مُحافظة العقبة والمنطقة الجنوبية الشرقية لهذا الغرض. كما تخطط لإنشاء محطة لتحلية المياه بالطاقة الشمسية. وفقًا للإستراتيجية الوطنية، ستبلغ القدرة الُمخطط لها 300-600 ميجاواط، تتكون من أنظمة الطاقة الشمسية المركزة، والطاقة الكهروضوئية، والأنظمة الهجينة بحلول عام 2020.[بحاجة لمصدر]

## الطاقة الهوائية

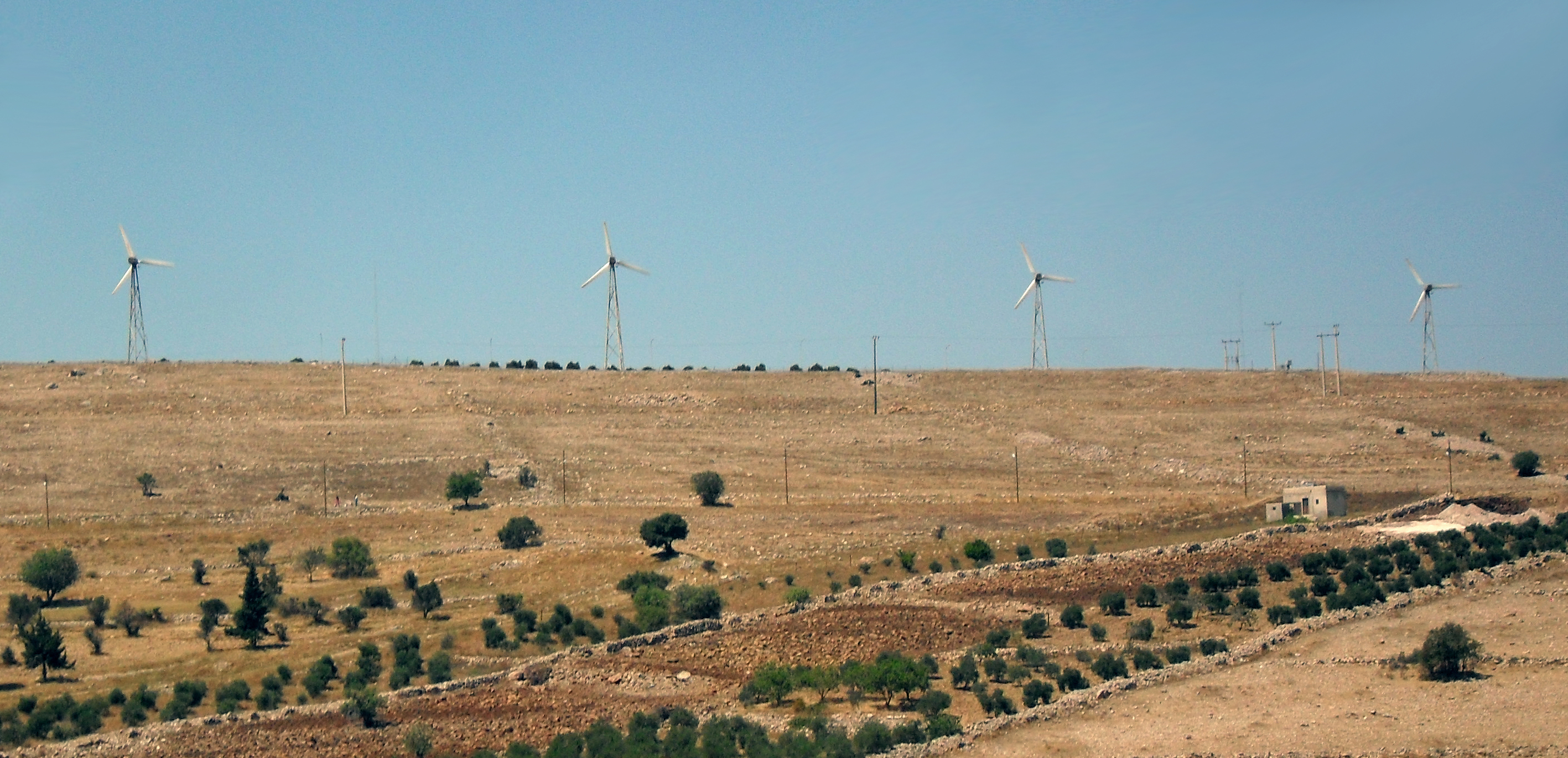
محطة طاقة الرياح في الإبراهيمية، 320 كيلو واط.

يُدير الأردن حاليًا ثلاث محطات لتوليد الطاقة من الرياح في الإبراهيمية وحوفة والطفيلة. تقع محطة الإبراهيمية على بعد حوالي 80 كم شمال عمان، وتتكون من 4 توربينات رياح بسعة 0.08 ميغاواط لكل منها. تقع محطة حوفة على بعد 92 كم شمال عمان، وتتكون من 5 توربينات رياح سعة كل منها 0.225 ميغاواط. تقع مزرعة رياح الطفيلة في محافظة الطفيلة جنوب غرب الأردن. تبلغ قدرة مزرعة الرياح في الطفيلة 117 ميجاوات وتنتج 390 جيجاوات / ساعة سنويًا وتزود 83000 منزل بالطاقة.[بحاجة لمصدر]

## الطاقة النووية
وقع الأردن مذكرات تفاهم مع الولايات المتحدة والمملكة المتحدة وكندا وفرنسا واليابان والصين وروسيا وإسبانيا وكوريا الجنوبية والأرجنتين ورومانيا وتركيا.[بحاجة لمصدر]

الإمداد التاريخي للكهرباء في الأردن حسب المصدر والسنة

تم وضع خطط لبناء مفاعلين بقدرة 1000 ميجاوات، مما يُضَاعف قُدرة المملكة من توليد الكهرباء تقريبًا بحلول عام 2022. ويخطط الأردن للحصول على 60٪ من إحتياجاته من الطاقة من الطاقة النووية بحلول عام 2035. ووفقًا لهيئة الطاقة الذرية الأردنية، فقد أُخذَت جميع التقييمات في الإعتبار أعلى مستوى متطلبات السلامة، بما في ذلك الدروس المستفادة من حادثة فوكوشيما. سيتم استخدام المحطات لتوليد الكهرباء وتحلية المياه. في ديسمبر 2009، وقعت هيئة الطاقة الذرية الأردنية (JAEC) بالتعاون مع كونسورتيوم برئاسة معهد أبحاث الطاقة الذرية الكوري اتفاقية مع شركة دايو للصناعات الثقيلة لبناء أول مفاعل بحثي بقدرة 5 ميجاوات بحلول عام 2015 في جامعة العلوم والتكنولوجيا الأردنية.[بحاجة لمصدر]